# Arthur Theate
Arthur Theate (* 25. Mai 2000 in Lüttich) ist ein belgischer Fußballspieler, der bei Eintracht Frankfurt in der Fußball-Bundesliga unter Vertrag steht.

## Karriere

### Verein
Theate spielte in seiner Jugend bei der Alliance Melen-Micheroux, bei der KAS Eupen und beim KRC Genk. Ab 2014 kehrte er in seine Geburtsstadt zurück und spielte für zwei Jahre in den Jugendmannschaften von Standard Lüttich. Ab 2017 spielte er wieder beim KRC Genk, bevor er im Sommer 2019 wieder zu Standard wechselte. Seinen ersten Profi-Vertrag unterschrieb er im Juli 2020 bei der KV Ostende mit einer Laufzeit von drei Jahren. Bereits in seiner ersten Saison wurde er dort zum Stammspieler. Er bestritt 35 von 40 möglichen Ligaspielen für Ostende, bei denen er fünf Tore erzielte, und zwei Pokalspiele. Lediglich nach einer Sperre für ein Spiel wegen fünf gelber Karten wurde er vom Verein auch in den folgenden vier Spielen nicht eingesetzt. Nachdem er in der neuen Saison 2021/22 bei drei weiteren Ligaspielen eingesetzt worden war, wechselte er Ende August 2021 auf Leihbasis zum italienischen Erstligisten FC Bologna. Nach der Saison bestand für Bologna außerdem eine Kaufverpflichtung des Spielers über 6 Millionen Euro. Diese wurde dann erfüllt, jedoch gaben die Italiener Theate nur vier Wochen später fest an den französischen Verein Stade Rennes in die Ligue 1 ab und kassierten dafür 19 Millionen Euro Ablöse. Theate unterschrieb bei Rennes einen Vertrag mit einer Laufzeit von vier Jahren.
Im August 2024 wurde er inklusive Kaufoption an Eintracht Frankfurt verliehen.

### Nationalmannschaft
Von 2015 bis 2021 absolvierte Theate insgesamt 21 Partien für diverse belgische Jugendauswahlen. In den Kader der A-Nationalmannschaft wurde er erstmals beim Finalturnier der Nations League 2020/21 berufen, wurde jedoch nicht eingesetzt. Sein Debüt gab er dann am 16. November 2021 beim WM-Qualifikationsspiel gegen Wales. Beim 1:1-Unentschieden in Cardiff stand der Abwehrspieler über 85 Minuten auf dem Feld und wurde gegen Jan Vertonghen ausgewechselt.
In der Qualifikation für die EM 2024 wurde er in allen acht Spielen eingesetzt und qualifizierte sich mit den Roten Teufeln ungeschlagen für die EM-Endrunde, bei der er in drei von vier Spielen zum Einsatz kam.